# 手動
手動（しゅどう）は、何らかの機械ないし装置を、これを人間が操作することで動作させることの様式、あるいはそういった操作で作動する機械装置の機能である。主に自動に対比させる概念である。

## 用語
手動は、その意味において道具の発生以降、これを扱う人間の手によって動作させる、それら機械装置のもっとも単純な形態と考えることが可能である。しかし、元々が人の作業を簡素化、省力化するためにあるのが機械であり、技術の発達に応じて自動化される。つまり、手動はより旧式な存在とみなされている場合がある。
意識して「手動」と表現する場合には、既に同じ目的で利用される人の操作を必要としない自動で動作する機械装置が存在しており、これに対比させる意味で使われる。
手動装置はマニュアル（操作）とも呼ばれ、例えばカメラのピント合わせや露光における操作は煩雑であるが、これは露光であれば計測器をカメラ内に組み込んで絞りやシャッター速度の調整機構と連動させることで行われ、ピント合わせではレーダーなどによって距離を計測したり映像のコントラストからピントが合っているかどうかを検出するオートフォーカスが発達しており、そういった機構を持たないか、あるいは機構の動作を一時的に制限して、その設定を人の操作に任せることをマニュアルフォーカスと表現する。ことカメラにおける手動では、オートフォーカスが誰が操作しても画一的な写真しか取れなかったりするのを個性を求めたり、自動化された機構が苦手とする状況下でより適切な状態に設定するために利用される。
自動装置は設計時において想定された状況下で適切に機能することに関しては、その工学面での発達にもより、人間の判断や操作と比較しても遜色ない動作を見せたり、あるいは人間には対応できない短時間で状況に即した動作を行ったり、またはヒューマンエラーのような人間の所作における不確実性に影響されることの無い動作を行える。反面、想定されない状況下では途端に不都合な動作を行ったり、あるいは完全に予期できない挙動を行うなど、自動化に伴うデメリットもあるため、これの迂回策として手動機能が組み込まれることもある。オートパイロットなど乗物の自動化機構では、手動操作と自動操作が瞬時に切り替えられるよう設計され、安全性を追求している。この考えは一種の冗長化設計ともいえる。
なお手動で機械装置を操作するためには、それに即したマンマシンインタフェース（操作用の機構）を必要とする。より単純な自動化された装置では、動力を切ることで外部からの操作に対して受動的になることで行われる。例えば自動ドアでは電源を切ることで、ドア（引き戸）一般と比べるとひどく重いものとはなるものの、人力で開閉可能となるよう設計されているものがみられる。
これ以外に、自動化された装置とは別に、手動で操作することを前提とした機械装置というものもあり、例えば自動車のトランスミッション（変速機）では、自動で切り替えられるオートマチックトランスミッション登場以降に、旧来のギアチェンジレバーを操作する様式を指してマニュアルトランスミッションと呼ぶ。

## 読み
一般的には「手動」＝「しゅどう」と読まれるが、プラント業界・電力業界では「自動(じどう)」に対する「手動」をトランシーバ・電話・ページング・騒音中での発音が読みにくい状況で利用する場合、「しゅどう」と「じどう」は聞き分けにくいことから、あえて「手動」＝「てどう」と発音する場合がある。